# Franciszek Seredyński
Franciszek Seredyński – polski informatyk, prof. dr hab. nauk technicznych. Profesor zwyczajny Instytutu Informatyki Szkoły Nauk Ścisłych Wydziału Matematycznego i Przyrodniczego Uniwersytetu Kardynała Stefana Wyszyńskiego.

## Życiorys
2 czerwca 1978 uzyskał doktorat dzięki pracy pt. Wybrane zagadnienia zdecentralizowanego sterowania w sieciach komputerowych, a 17 grudnia 1998 habilitował się na podstawie oceny dorobku naukowego i pracy zatytułowanej Współzawodniczące systemy wieloagentowe: zastosowanie do problemów alokacji i szeregowania zadań w systemach wieloprocesorowych. 10 lipca 2010 otrzymał tytuł naukowy profesora zwyczajnego w zakresie nauk technicznych. Pełni funkcję profesora zwyczajnego Instytutu Informatyki w Szkole Nauk Ścisłych na Wydziale Matematycznym i Przyrodniczym Uniwersytetu Kardynała Stefana Wyszyńskiego. Jest recenzentem 36 prac doktorskich i 8 prac habilitacyjnych.

## Wybrane publikacje
- 2003: The use of the Simulated Annealing Algoirithm for Channel Allocation in mobile Computing[1]
- 2005: Heterogeneous Multiprocessor Scheduling with Differential Evolution[1]
- 2005: Nature-inspired algorithms for the TSP[1]
- 2008: Some Issues on Intrusion Detection in Web Applications[1]
- 2009: Weak Key Analysis of Cellular Automata-Based Random Number Generation and Secret Key Cryptography[1]
- 2010: Multiprocessor scheduling by generalized extremal optimization[1]